# Orde van Sultan Abdul Halim Mu'adzam Shah
De Orde van Sultan Abdul Halim Mu'adzam Shah, in het Maleis "Darjah Seri Sultan 'Abdu'l Halim Mu'azzam Shah Yang Amat Mulia" en in het Engels " The Most Honourable Order of Loyalty to Sultan 'Abdu'l Halim Mu'azzam Shah" geheten werd op 15 juli 1983 door de gelijknamige sultan van Kedah gesticht. De orde heeft drie graden;
- Ridder-Commandeur of "Dato' Wira Darjah Yang Mulia Sri Setia Sultan 'Abdu'l Halim Mu'azzam Shah". In het Engels "Knight Commander in the Illustrious Order of Loyalty to Sultan 'Abdu'l Halim Mu'azzam Shah" geheten. De dragers mogen de letters SHMS achter hun naam voeren.

- Companion of "Setia Darjah Yang Mulia Sri Setia Sultan 'Abdu'l Halim Mu'azzam Shah". In het Engels "Companion in the Illustrious Order of Loyalty to Sultan 'Abdu'l Halim Mu'azzam Shah" geheten. De dragers mogen de letters DHMS achter hun naam voeren.

- Lid of "Ahli Darjah Yang Mulia Sri Setia Sultan 'Abdu'l Halim Mu'azzam Shah". In het Engels "Member in the Illustrious Order of Loyalty to Sultan 'Abdu'l Halim Mu'azzam Shah" geheten. De dragers mogen de letters SMS achter hun naam voeren.

- Men noemt ook de ster van de orde, de "Bintang Bintang Setia Sultan Abdul Halim Muadzam Shah Sultan 'Abdu'l Halim Mu'azzam Shah". In het Engels "Star in the Illustrious Order of Loyalty to Sultan 'Abdu'l Halim Mu'azzam Shah" geheten. De dragers mogen de letters BMS achter hun naam voeren.Deze ster zou volgens opgave van  sinds 1983 bestaan.